# Soubrebost
Soubrebost, auf Okzitanisch „Sobrebòsc“, ist eine Gemeinde in Frankreich. Ihr Name bedeutet so viel wie „über dem Wald“. Sie gehört zur Region Nouvelle-Aquitaine, zum Département Creuse, zum Arrondissement Guéret und zum Kanton Bourganeuf. 

## Geographie
Sie grenzt im Nordwesten an Thauron, im Norden an Pontarion, im Nordosten an Saint-Hilaire-le-Château, im Osten an Vidaillat, im Süden an Saint-Pardoux-Morterolles, im Südwesten an Faux-Mazuras (Berührungspunkt) und im Westen an Mansat-la-Courrière.

## Bevölkerungsentwicklung
| Jahr      | 1962 | 1968 | 1975 | 1982 | 1990 | 1999 | 2008 | 2013 |
| --------- | ---- | ---- | ---- | ---- | ---- | ---- | ---- | ---- |
| Einwohner | 263  | 193  | 156  | 142  | 135  | 139  | 144  | 126  |

## Sehenswürdigkeiten
- Pierre aux neufs gradins, eine Formation mit Granitsteinen
- Kirche Mariä Himmelfahrt (Église de l'Assomption de la Très Sainte-Vierge), Monument historique

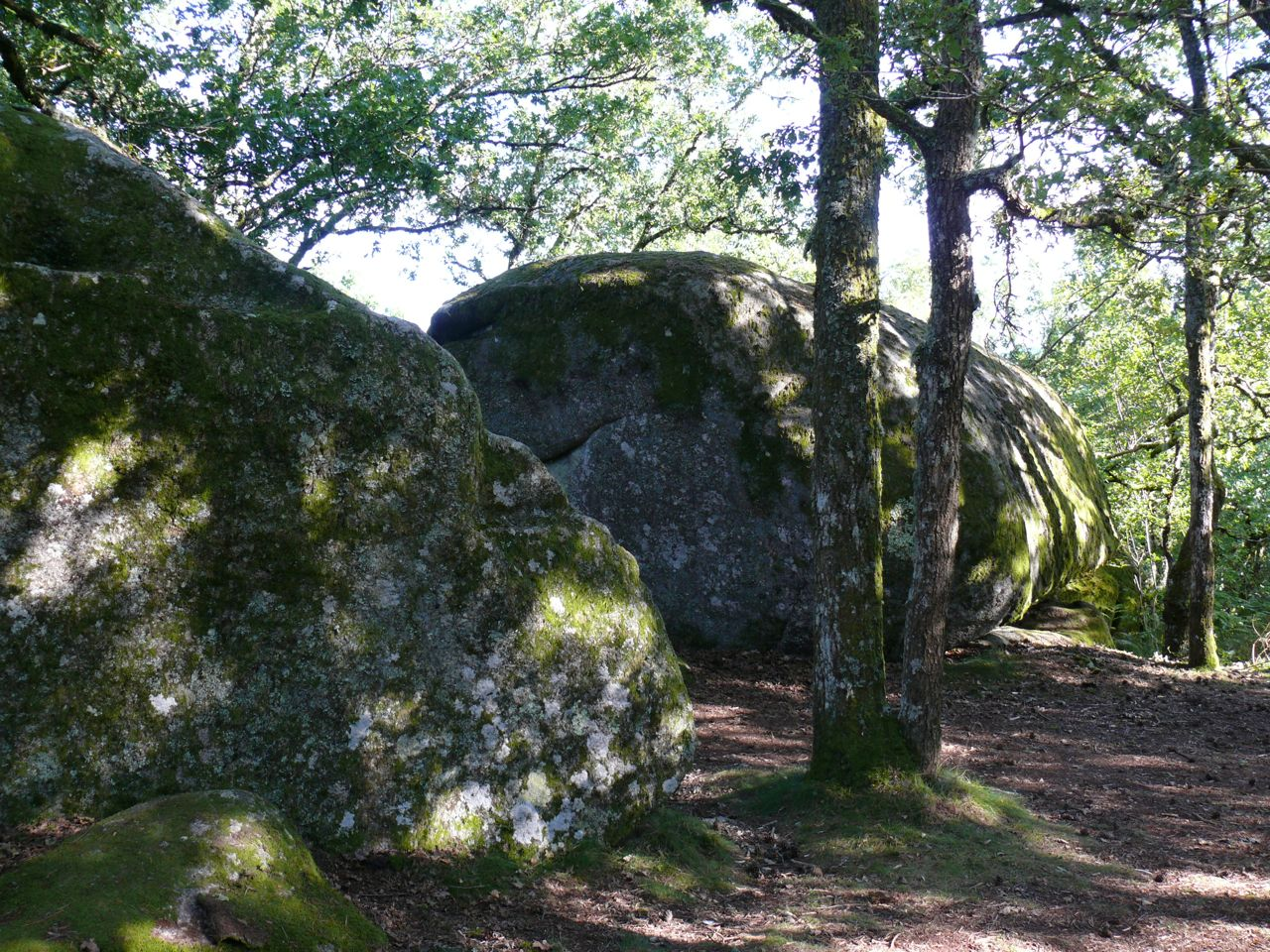
Granitsteine „Pierre aux neufs gradins“
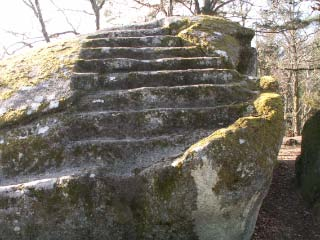
Eingemeißelte Treppen in die Granitsteinformation
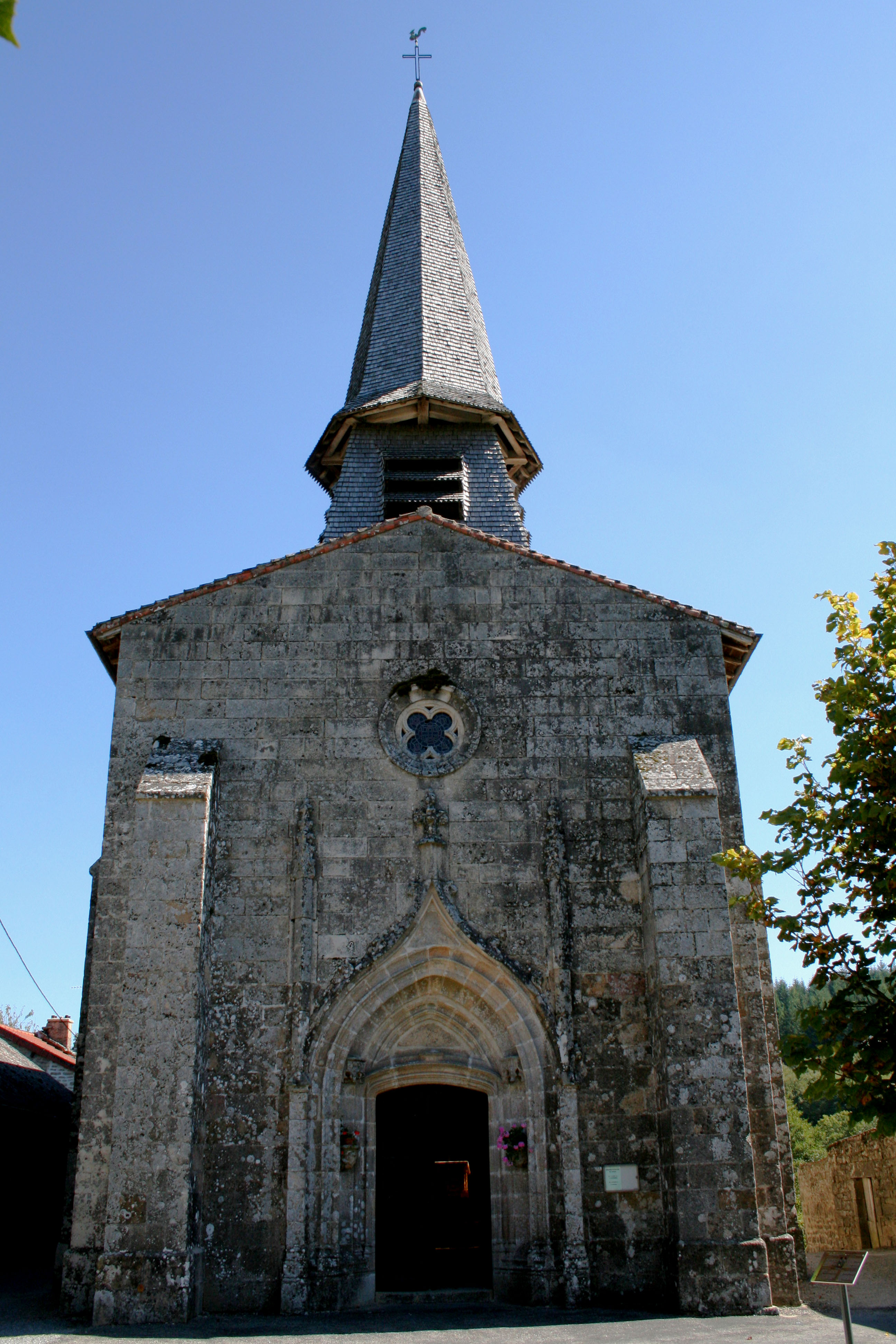
Kirche Mariä Himmelfahrt

## Persönlichkeiten
- Martin Nadaud; (Maurer und Politiker) die gleichnamige Haltestelle der Pariser Métro ist ihm gewidmet.